# Paradinarmus tridentatus
Paradinarmus tridentatus är en stekelart som beskrevs av Masi 1929. Paradinarmus tridentatus ingår i släktet Paradinarmus och familjen puppglanssteklar.
Artens utbredningsområde är Libya. Inga underarter finns listade i Catalogue of Life.